# Gare de Chasseneuil (Vienne)
Ne doit pas être confondu avec Gare de Chasseneuil-sur-Bonnieure.
La gare de Chasseneuil (Vienne) est une gare ferroviaire française de la ligne de Paris-Austerlitz à Bordeaux-Saint-Jean, située sur le territoire de la commune de Chasseneuil-du-Poitou, dans le département de la Vienne, en région Nouvelle-Aquitaine.
Elle est mise en service en 1851. C'est une halte de la Société nationale des chemins de fer français (SNCF), desservie par des trains TER Nouvelle-Aquitaine.

## Situation ferroviaire
Établie à 77 mètres d'altitude, la gare de Chasseneuil est située au point kilométrique 328,147 de la ligne de Paris-Austerlitz à Bordeaux-Saint-Jean, entre les gares du Futuroscope et de Poitiers.

## Histoire
La gare est ouverte le 15 juillet 1851.
En 2019, selon les estimations de la SNCF, la fréquentation annuelle de la gare était de 13 325 voyageurs.

## Services voyageurs

### Accueil
C'est un point d'arrêt non géré (PANG), équipé de deux quais avec abris. Le passage d'une voie à l'autre se fait par une passerelle. Un parking pour les véhicules est présent.

### Dessertes
Chasseneuil-du-Poitou est desservie par des trains omnibus du réseau TER Nouvelle-Aquitaine circulant entre Châtellerault et Poitiers. Certains sont prolongés ou amorcés respectivement à Tours d'un côté, à Angoulême de l'autre.

## Service des marchandises
La gare est ouverte au service du fret (desserte des installations terminales embranchées uniquement).